# La Péniche aux deux pendus
La Péniche aux deux pendus est une nouvelle de Georges Simenon, publiée en 1936. Elle fait partie de la série des Maigret.

## Historique
La nouvelle est écrite à Neuilly-sur-Seine en 1936. Son édition pré-originale s'est faite dans le quotidien Paris-Soir-Dimanche des 31 octobre et 7 novembre 1936 (soit 2 épisodes).
La nouvelle est reprise dans le recueil Les Nouvelles Enquêtes de Maigret en 1944 chez Gallimard.

## Résumé
L'intrigue se déroule en France. Une péniche, L'Astrolabe, s'est échouée au Coudray, dans l'Eure, en naviguant sur la Seine. L'éclusier a entendu appeler au secours vers six heures du matin. Une fois le bateau hors de danger, on trouve à l'intérieur, Arthur et Emma Aerts. Ils sont tous deux pendus.

## Éditions
- Édition originale : Gallimard, 1944
- Tout Simenon, tome 24, Omnibus, 2003  (ISBN 978-2-258-06109-5)
- Folio Policier, n° 679, 2013  (ISBN 978-2-07-030451-6)
- Tout Maigret, tome 10, Omnibus,  2019  (ISBN 978-2-258-15349-3)